# Skeleton-Weltcup 2016/17
Der Skeleton-Weltcup 2016/17 begann am 2. Dezember 2016 in Whistler und endete am 17. März 2017 in Pyeongchang. Der Weltcup umfasste acht Stationen in Nordamerika, Europa und Asien und wurde parallel zum Bob-Weltcup 2016/17 ausgetragen. Veranstaltet wurde die Rennserie von der International Bobsleigh & Skeleton Federation (IBSF). Saisonhöhepunkt war die Skeleton-Weltmeisterschaft 2017 vom 13. bis 26. Februar auf der Kunsteisbahn Königssee. Gleichzeitig mit dem vierten Weltcup in Winterberg fand zudem die Europameisterschaft statt.
Als Unterbau zum Weltcup fungierte der Intercontinentalcup, der Europacup und der Nordamerikacup. Die Ergebnisse aller Rennserien flossen in das IBSF-Skeleton-Ranking 2016/17 ein.

## Teilnahmequoten
Die Quotenplätze für die einzelnen nationalen Verbände wurden auf Grundlage des Rankings aus der Vorsaison folgendermaßen vergeben:
- Männer:[2]
  - 3 Startplätze:  Deutschland,  Russland,  Vereinigte Staaten,  Österreich,  Kanada
  - 2 Startplätze:  Lettland,  Südkorea,  Vereinigtes Königreich,  Japan,  Schweiz,  Italien
  - 1 Startplatz:  Neuseeland,  Australien,  Spanien,  Schweden,  Tschechien

- Frauen:[3]
  - 3 Startplätze:  Deutschland,  Vereinigte Staaten,  Kanada,  Russland
  - 2 Startplätze:  Vereinigtes Königreich,  Niederlande,  Österreich,  Schweiz
  - 1 Startplatz:  Lettland,  Belgien,  Australien,  Japan,  Amerikanische Jungferninseln,  Spanien,  Südkorea,  Schweden

## Einzelergebnisse der Weltcupsaison 2016/17
| 1. Weltcup in Whistler, 2.–3. Dezember 2016 | 1. Weltcup in Whistler, 2.–3. Dezember 2016 | 1. Weltcup in Whistler, 2.–3. Dezember 2016 | 1. Weltcup in Whistler, 2.–3. Dezember 2016 | 1. Weltcup in Whistler, 2.–3. Dezember 2016 |
| ------------------------------------------- | ------------------------------------------- | ------------------------------------------- | ------------------------------------------- | ------------------------------------------- |
| Disziplin                                   | Erster Platz                                | Zweiter Platz                               | Dritter Platz                               |                                             |
| Frauen                                      | Elisabeth Vathje                            | Jacqueline Lölling                          | Tina Hermann                                |                                             |
| Männer                                      | Yun Sung-bin                                | Alexander Tretjakow                         | Matthew Antoine                             |                                             |

| 2. Weltcup in Lake Placid, 16.–17. Dezember 2016 | 2. Weltcup in Lake Placid, 16.–17. Dezember 2016 | 2. Weltcup in Lake Placid, 16.–17. Dezember 2016 | 2. Weltcup in Lake Placid, 16.–17. Dezember 2016 | 2. Weltcup in Lake Placid, 16.–17. Dezember 2016 |
| ------------------------------------------------ | ------------------------------------------------ | ------------------------------------------------ | ------------------------------------------------ | ------------------------------------------------ |
| Disziplin                                        | Erster Platz                                     | Zweiter Platz                                    | Dritter Platz                                    |                                                  |
| Frauen                                           | Janine Flock                                     | Elizabeth Yarnold                                | Mirela Rahneva                                   |                                                  |
| Männer                                           | Alexander Tretjakow                              | Matthew Antoine                                  | Yun Sung-bin                                     |                                                  |

| 3. Weltcup in Altenberg, 6.–7. Januar 2017 | 3. Weltcup in Altenberg, 6.–7. Januar 2017 | 3. Weltcup in Altenberg, 6.–7. Januar 2017 | 3. Weltcup in Altenberg, 6.–7. Januar 2017 | 3. Weltcup in Altenberg, 6.–7. Januar 2017 |
| ------------------------------------------ | ------------------------------------------ | ------------------------------------------ | ------------------------------------------ | ------------------------------------------ |
| Disziplin                                  | Erster Platz                               | Zweiter Platz                              | Dritter Platz                              |                                            |
| Frauen                                     | Jacqueline Lölling                         | Tina Hermann                               | Janine Flock                               |                                            |
| Männer                                     | Christopher Grotheer                       | Martins Dukurs                             | Axel Jungk                                 |                                            |

| 4. Weltcup und Europameisterschaft in Winterberg, 14.–15. Januar 2017 | 4. Weltcup und Europameisterschaft in Winterberg, 14.–15. Januar 2017 | 4. Weltcup und Europameisterschaft in Winterberg, 14.–15. Januar 2017 | 4. Weltcup und Europameisterschaft in Winterberg, 14.–15. Januar 2017 | 4. Weltcup und Europameisterschaft in Winterberg, 14.–15. Januar 2017 |
| --------------------------------------------------------------------- | --------------------------------------------------------------------- | --------------------------------------------------------------------- | --------------------------------------------------------------------- | --------------------------------------------------------------------- |
| Disziplin                                                             | Erster Platz                                                          | Zweiter Platz                                                         | Dritter Platz                                                         |                                                                       |
| Frauen                                                                | Elisabeth Vathje                                                      | Jacqueline Lölling                                                    | Mirela Rahneva                                                        |                                                                       |
| Männer                                                                | Martins Dukurs                                                        | Tomass Dukurs                                                         | Alexander Tretjakow                                                   |                                                                       |

| 5. Weltcup in St. Moritz, 20. Januar 2017 | 5. Weltcup in St. Moritz, 20. Januar 2017 | 5. Weltcup in St. Moritz, 20. Januar 2017 | 5. Weltcup in St. Moritz, 20. Januar 2017 | 5. Weltcup in St. Moritz, 20. Januar 2017 |
| ----------------------------------------- | ----------------------------------------- | ----------------------------------------- | ----------------------------------------- | ----------------------------------------- |
| Disziplin                                 | Erster Platz                              | Zweiter Platz                             | Dritter Platz                             |                                           |
| Frauen                                    | Mirela Rahneva                            | Kendall Wesenberg                         | Janine Flock                              |                                           |
| Männer                                    | Martins Dukurs                            | Yun Sung-bin                              | Nikita Tregubow                           |                                           |

| 6. Weltcup in Königssee, 27.–28. Januar 2017 | 6. Weltcup in Königssee, 27.–28. Januar 2017 | 6. Weltcup in Königssee, 27.–28. Januar 2017 | 6. Weltcup in Königssee, 27.–28. Januar 2017 | 6. Weltcup in Königssee, 27.–28. Januar 2017 |
| -------------------------------------------- | -------------------------------------------- | -------------------------------------------- | -------------------------------------------- | -------------------------------------------- |
| Disziplin                                    | Erster Platz                                 | Zweiter Platz                                | Dritter Platz                                |                                              |
| Frauen                                       | Jacqueline Lölling                           | Tina Hermann                                 | Anna Fernstädt                               |                                              |
| Männer                                       | Alexander Tretjakow                          | Yun Sung-bin                                 | Alexander Gassner                            |                                              |

| 7. Weltcup in Igls, 3. Februar 2017 | 7. Weltcup in Igls, 3. Februar 2017 | 7. Weltcup in Igls, 3. Februar 2017 | 7. Weltcup in Igls, 3. Februar 2017 | 7. Weltcup in Igls, 3. Februar 2017 |
| ----------------------------------- | ----------------------------------- | ----------------------------------- | ----------------------------------- | ----------------------------------- |
| Disziplin                           | Erster Platz                        | Zweiter Platz                       | Dritter Platz                       |                                     |
| Frauen                              | Tina Hermann                        | Mirela Rahneva                      | Janine Flock                        |                                     |
| Männer                              | Martins Dukurs                      | Alexander Tretjakow                 | Yun Sung-bin                        |                                     |

| 8. Weltcup in Pyeongchang, 17. März 2017 | 8. Weltcup in Pyeongchang, 17. März 2017 | 8. Weltcup in Pyeongchang, 17. März 2017 | 8. Weltcup in Pyeongchang, 17. März 2017 | 8. Weltcup in Pyeongchang, 17. März 2017 |
| ---------------------------------------- | ---------------------------------------- | ---------------------------------------- | ---------------------------------------- | ---------------------------------------- |
| Disziplin                                | Erster Platz                             | Zweiter Platz                            | Dritter Platz                            |                                          |
| Frauen                                   | Jacqueline Lölling                       | Elena Nikitina                           | Kimberley Bos                            |                                          |
| Männer                                   | Martins Dukurs                           | Yun Sung-bin                             | Tomass Dukurs                            |                                          |

## Gesamtstand und erreichte Platzierungen Frauen
Endstand nach 8 Rennen
| Rang | Pilotin                | Land                   | WHI | LAK | ALT | WIN | STM | KÖN | IGL | PYE | Punkte |
| ---- | ---------------------- | ---------------------- | --- | --- | --- | --- | --- | --- | --- | --- | ------ |
| 01.  | Jacqueline Lölling     | Deutschland            | 2   | 5   | 1   | 2   | 8   | 1   | 9   | 1   | 1591   |
| 02.  | Tina Hermann           | Deutschland            | 3   | 10  | 2   | 5   | 7   | 2   | 1   | 9   | 1493   |
| 03.  | Mirela Rahneva         | Kanada                 | 5   | 3   | 18  | 3   | 1   | 4   | 2   | 5   | 1475   |
| 04.  | Janine Flock           | Österreich             | 11  | 1   | 3   | 4   | 3   | 7   | 3   | 12  | 1449   |
| 05.  | Elisabeth Vathje       | Kanada                 | 1   | 8   | 14  | 1   | 4   | 14  | 5   | 6   | 1386   |
| 06.  | Laura Deas             | Vereinigtes Königreich | 6   | 10  | 6   | 8   | 6   | 17  | 7   | 9   | 1240   |
| 07.  | Lelde Priedulēna       | Lettland               | 9   | 7   | 5   | 9   | 14  | 5   | 8   | 14  | 1224   |
| 08.  | Anna Fernstädt         | Deutschland            | 8   | 4   | 4   | 10  | 11  | 3   | –   | 7   | 1192   |
| 09.  | Elizabeth Yarnold      | Vereinigtes Königreich | 4   | 2   | 9   | 6   | 15  | 11  | –   | 4   | 1162   |
| 10.  | Anne O’Shea            | Vereinigte Staaten     | 6   | 6   | 10  | 13  | 17  | 10  | 11  | 19  | 1058   |
| 11.  | Jane Channell          | Kanada                 | 16  | 16  | 11  | 12  | 9   | 11  | 6   | 13  | 1040   |
| 12.  | Kimberley Bos          | Niederlande            | 20  | 12  | 13  | 7   | 5   | –   | 13  | 3   | 988    |
| 13.  | Kendall Wesenberg      | Vereinigte Staaten     | 19  | 13  | 14  | 10  | 2   | 19  | 18  | 11  | 950    |
| 14.  | Jelena Nikitina        | Russland               | 17  | 18  | –   | 18  | 20  | 16  | 4   | 2   | 814    |
| 15.  | Kim Meylemans          | Belgien                |     | 21  | 16  | 14  | 18  | 6   | 10  | 16  | 766    |
| 16.  | Katie Uhlaender        | Vereinigte Staaten     | –   | –   | 12  | 20  | 12  | 8   | 14  | 8   | 756    |
| 17.  | Marija Orlowa          | Russland               | 13  | 9   | –   | 19  | 19  | 15  | 12  | 18  | 732    |
| 18.  | Jaclyn Narracott       | Australien             | 21  | 17  | 17  | 21  | 16  | 13  | 17  | 15  | 708    |
| 19.  | Joska Le Conté         | Niederlande            | 18  | 21  | 19  | 15  | 10  | 18  | 19  | 21  | 680    |
| 20.  | Marina Gilardoni       | Schweiz                | 14  | 14  | 8   | 17  | 13  | –   | –   | 20  | 660    |
| 21.  | Julija Kanakina        | Russland               | 12  | 20  | 7   | 16  | 21  | –   | –   | 17  | 610    |
| 22.  | Nozomi Komuro          | Japan                  | –   | –   | 21  | 23  | 23  | 9   | 21  | 22  | 432    |
| 23.  | María Montejano        | Spanien                | 24  | 25  | 20  | 22  | 24  | 21  | 20  | 24  | 429    |
| 24.  | Katie Tannenbaum       | Am. Jungferninseln     | 22  | 24  | 22  | 24  | 22  | 22  | 23  | 25  | 404    |
| 25.  | Savannah Graybill      | Vereinigte Staaten     | 10  | 15  | –   | –   | –   | –   | –   | –   | 248    |
| 26.  | Takako Oguchi          | Japan                  | 15  | 19  | –   | –   | –   | –   | –   | –   | 178    |
| 27.  | Mun Ra-young           | Südkorea               | 23  | 23  | –   | –   | –   | –   | –   | 22  | 156    |
| 28.  | Renata Chusina         | Russland               | –   | –   | –   | –   | –   | –   | 15  |     | 104    |
| 29.  | Donna Creighton        | Vereinigtes Königreich | 23  | 23  | –   | –   | –   | –   | 16  | –   | 96     |
| 30.  | Alina Tararytschenkowa | Russland               | –   | –   | –   | –   | –   | 20  | –   | –   | 68     |
| 31.  | Johanna Balassa        | Österreich             | –   | –   | –   | –   | –   | –   | 22  | –   | 56     |

## Gesamtstand und erreichte Platzierungen Männer
Endstand nach 8 Rennen
| Rang | Pilot                                              | Land                   | WHI | LAK | ALT | WIN | STM | KÖN | IGL | PYE | Punkte |
| ---- | -------------------------------------------------- | ---------------------- | --- | --- | --- | --- | --- | --- | --- | --- | ------ |
| 01.  | Martins Dukurs                                     | Lettland               | 4   | 5   | 2   | 1   | 1   | 6   | 1   | 1   | 1662   |
| 02.  | Yun Sung-bin                                       | Südkorea               | 1   | 3   | 5   | 5   | 2   | 2   | 3   | 2   | 1623   |
| 03.  | Alexander Tretjakow                                | Russland               | 2   | 1   | –   | 3   | 4   | 1   | 2   | 4   | 1454   |
| 04.  | Axel Jungk                                         | Deutschland            | 6   | 6   | 3   | 6   | 7   | 4   | 4   | 7   | 1448   |
| 05.  | Christopher Grotheer                               | Deutschland            | 9   | 7   | 1   | 4   | 8   | 5   | 5   | 8   | 1425   |
| 06.  | Alexander Gassner                                  | Deutschland            | 7   | 9   | 4   | 8   | 5   | 3   | 8   | 6   | 1392   |
| 07.  | Matthew Antoine                                    | Vereinigte Staaten     | 3   | 2   | 9   | 9   | 9   | 10  | 7   | 10  | 1322   |
| 08.  | Nikita Tregubow                                    | Russland               | 5   | 8   | 6   | 6   | 3   | –   | 6   | 5   | 1256   |
| 09.  | Tomass Dukurs                                      | Lettland               | 13  | 4   | 7   | 2   | 6   | 9   | DSQ | 3   | 1218   |
| 10.  | Dominic Parsons                                    | Vereinigtes Königreich | 8   | 10  | 12  | 12  | 10  | 7   | 9   | 13  | 1144   |
| 11.  | Nathan Crumpton                                    | Vereinigte Staaten     | 14  | 11  | 10  | 10  | 13  | 13  | 12  | 15  | 1008   |
| 12.  | Rhys Thornbury                                     | Neuseeland             | 16  | 12  | 11  | 11  | 21  | 8   | 10  | 10  | 1006   |
| 13.  | Barrett Martineau                                  | Kanada                 | 10  | 14  | 8   | 13  | 11  | 12  | 16  | 19  | 970    |
| 14.  | Ander Mirambell                                    | Spanien                | 15  | 13  | 16  | 15  | 14  | 18  | 17  | 25  | 744    |
| 15.  | Dave Greszczyszyn                                  | Kanada                 | 11  | 17  | 23  | 17  | 24  | 19  | 25  | 12  | 654    |
| 16.  | Mattia Gaspari                                     | Italien                | –   | –   | 14  | 21  | 25  | 11  | 10  | 9   | 646    |
| 17.  | Marco Rohrer                                       | Schweiz                | 24  | 26  | 17  | 18  | 12  | 20  | 13  | 21  | 627    |
| 18.  | Jack Thomas                                        | Vereinigtes Königreich | 25  | 25  | 15  | 16  | 18  | 16  | 18  | 20  | 604    |
| 19.  | Matthias Guggenberger                              | Österreich             | 26  | 21  | 13  | 19  | –   | 14  | 14  | 22  | 572    |
| 20.  | Hiroatsu Takahashi                                 | Japan                  | 18  | 18  | 18  | 26  | 19  | 14  | 26  | 27  | 530    |
| 21.  | Kyle Tress                                         | Vereinigte Staaten     | 20  | 19  | 25  | 14  | 20  | 24  | 19  | –   | 481    |
| 22.  | Kevin Boyer                                        | Kanada                 | 17  | 24  | 19  | 25  | 23  | 17  | 21  | –   | 447    |
| 23.  | Jegor Wesselow                                     | Russland               | 12  | 22  | –   | –   | –   | –   | 15  | 18  | 368    |
| 24.  | Florian Auer                                       | Österreich             | –   | –   | 20  | 22  | 27  | –   | 20  | 16  | 320    |
| 25.  | Katsuyuki Miyajima                                 | Japan                  | –   | –   | 27  | 23  | 16  | 22  | 22  | 30  | 310    |
| 26.  | Lee Han-sin                                        | Südkorea               | 22  | 15  | –   | –   | 22  | 23  | –   | –   | 266    |
| 27.  | Riet Graf                                          | Schweiz                | –   | –   | 26  | 27  | 15  | –   | 29  | 26  | 232    |
| 28.  | Jewgeni Rukossujew                                 | Russland               | –   | –   | 22  | 20  | 17  | –   | –   | –   | 212    |
| 29.  | Alexander Auer                                     | Österreich             | 23  | 23  | 21  | –   | –   | –   | –   | 24  | 207    |
| 30.  | John Farrow                                        | Australien             | 19  | 16  | –   | –   | –   | –   | –   | –   | 170    |
| 31.  | Kim Ji-soo                                         | Südkorea               | –   | –   | –   | –   | –   | –   | 24  | 16  | 141    |
| 32.  | Stefan Geisler                                     | Österreich             | –   | –   | –   | 24  | 26  | –   | 26  | –   | 117    |
| 33.  | Rasmus Ottosson                                    | Schweden               | 21  | –   | –   | –   | –   | 28  | –   | 29  | 114    |
| 34.  | John Daly                                          | Vereinigte Staaten     | –   | –   | –   | –   | –   | –   | –   | 14  | 112    |
| 35.  | Manuel Schwaerzer                                  | Italien                | –   | –   | –   | –   | –   | 26  | 28  | 28  | 92     |
| 36.  | data-sort-value="Molter, Philipp"\| Philipp Mölter | Tschechien             | –   | –   | 24  | –   | –   | 27  | –   | –   | 77     |
| 37.  | Joseph Cecchini                                    | Italien                | DSQ | 20  | –   | –   | –   | –   | –   |     | 68     |
| 38.  | Ronald Auderset                                    | Schweiz                | 27  | 27  | –   | –   | –   | –   | –   | –   | 64     |
| 39.  | Konstantin Choroschko                              | Russland               | –   | –   | –   | –   | –   | 21  | –   | –   | 62     |
| 40.  | Evan Neufeldt                                      | Kanada                 | –   | –   | –   | –   | –   | –   | –   | 23  | 50     |
| 41.  | Nicholas Timmings                                  | Australien             | –   | –   | –   | –   | –   | –   | 23  | –   | 50     |
| 42.  | Artjom Drosdow                                     | Russland               | –   | –   | –   | –   | –   | 25  | –   | –   | 40     |